# Ladies in Retirement
Pour plus de détails, voir Fiche technique et Distribution.
Ladies in Retirement est un film dramatique américain réalisé par Charles Vidor, sorti en 1941.

## Synopsis
Ellen Creed vit chez Mademoiselle Frisk, une vieiile dame fortunée et sa bonne, Lucy.
Un jour, Ellen fait venir deux de ses tantes qui ont perdu leur logement et à qui elle a promis de ne jamais les laisser à la rue.
Agacée par la folie des deux nouvelles venues, Mademoiselle Frisk exige après quelque temps que celles-ci partent de sa maison, son hospitalité ayant été abusée. Afin d'éviter que ses tantes repartent, Ellen tue la vieille dame et fait passer son absence pour un voyage.
Elle prend sa place pour gérer ses affaires.
Peu de temps après, le neveu d'Ellen surgit; il fuit la police qui le recherche pour avoir dérobé de l'argent dans la banque qui l'employait.
Il devine rapidement que quelque chose de louche s'est passé; il devine le meurtre et tente d'en profiter, aidé en cela par Lucy, la bonne, qu'il connaissait par ailleurs.
Mais la police le retrouve dans la maison.
Puis, compte tenu des circonstances, Ellen est à son tour obligée d'avouer le meurtre de Mademoiselle Frisk.
Et finalement, ce sont les deux tantes à moitié folles qui héritent de la maison, lançant à Ellen qui part se livrer à la justice et sans savoir où elle va: "ne t'inquiète poas pour nous, on saura se débrouiller seules".

## Fiche technique
- Titre : Ladies in Retirement
- Réalisation : Charles Vidor
- Scénario : Garrett Fort et Reginald Denham d'après la pièce de Reginald Denham et Edward Percy
- Photographie : George Barnes
- Musique : Ernst Toch
- Société de production : Columbia Pictures
- Pays de production :  États-Unis
- Format : Noir et blanc - 1,37:1 - Mono
- Genre : Film dramatique
- Durée : 91 minutes
- Date de sortie : 1941

## Distribution
- Ida Lupino : Ellen Creed
- Louis Hayward : Albert Feather
- Evelyn Keyes : Lucy
- Elsa Lanchester : Emily Creed
- Edith Barrett : Louisa Creed
- Isobel Elsom : Leonora Fiske
- Emma Dunn : Sœur Theresa
- Queenie Leonard : Sœur Agatha
- Clyde Cook : Bates